# Korsak (Spähpanzer)
Der Korsak (benannt nach dem Steppenfuchs), ursprünglich als Spähfahrzeug Neue Generation projektiert, ist ein 2023 angestoßenes Beschaffungsvorhaben für einen Spähpanzer der Bundeswehr.

## Hintergrund
Der Spähpanzer Korsak soll den Spähwagen Fennek ab 2028 zumindest teilweise ersetzen.  Im ersten Schritt sollen zwei Nachweismuster (2026) und 90 Serienfahrzeuge ab 2027 beschafft werden, mit einer Option auf 162 weitere.
Angesichts des engen Zeitplans soll nicht wie noch beim Fennek auf eine Eigenentwicklung gesetzt werden, sondern eine Lösung auf der Basis eines sofort verfügbaren militärischen Radfahrzeugmodells ausgewählt werden. Dabei wird größere Durchsetzungsfähigkeit gefordert, was durch eine stärkere Bewaffnung und ein höheres Schutzniveau erreicht werden soll. Wichtig ist auch ein besonders leiser Schleichfahrt-Modus. Gefordert sind weiterhin hohe taktische Mobilität inkl. Schwimmfähigkeit, was entsprechende Grenzen bei Abmessungen und Gewicht setzt. Als Waffenanlage ist bereits der von Valhalla Turrets gebaute besonders kleine Turm des Luftbeweglichen Waffenträgers festgelegt, der eine Rheinmetall KBA im Kaliber 25 × 137 mm enthält und etwa 700 kg wiegt. Als Basisfahrzeug waren drei Angebote in der Auswahl: der Fuchs Evolution von Rheinmetall, der als Transportpanzer in der Bundeswehr-Beschaffung befindliche Patria CAVS sowie eine noch nicht öffentlich vorgestellte 6×6-Version des Piranha V von GDELS.